# Carla Rocchi
Carla Rocchi (Roma, 11 marzo 1942) è un'antropologa e politica italiana.

## Biografia
Antropologa e animalista, è la seconda donna dopo Anna Winter a essere a capo dell'ENPA, importante ente, creato dalla Winter e da Giuseppe Garibaldi per la protezione degli animali.
È laureata in etnografia con una tesi su “Le collezioni etnografiche della nuova Caledonia nel Museo nazionale preistorico etnografico Luigi Pigorini di Roma”, 1968
Negli anni ‘70 prende parte a tre fasi della missione etnologica italiana in Ghana, direttore Vinigi L. Grottanelli
Dal 1972 al 1977 è Professore Incaricato di Etnologia a Pisa presso l’Istituto di Scienze Naturali dell’Università degli Studi di Pisa
Nel 1982 vince il concorso come Professore Associato per la cattedra di Etnologia presso l’Università degli studi di Roma “La Sapienza”

## Carriera politica
Eletta per la prima volta senatrice nella XI legislatura, sarà rieletta nelle legislature XII e XIII. Nella XIV legislatura è eletta, invece, deputata. Sarà per l'XI legislatura la presidente del Gruppo Verdi - La Rete.

### Incarichi parlamentari
Ha fatto parte delle seguenti Commissioni: Difesa, Bilancio-tesoro-programmazione e della commissione speciale per l'esame di disegni di legge e di conversione di decreti legge.

### Sottosegretaria di Stato
Ha ricoperto l'incarico di sottosegretaria di Stato alla Pubblica istruzione e alla sanità, rispettivamente nel primo e secondo governo di Giuliano Amato. Nel secondo governo di Massimo D'Alema ricopre nuovamente l'incarico di sottosegretaria alla Pubblica Istruzione.

## Pubblicazioni
VOLUMI
Le Collezioni Etnografiche della Nuova Caledonia nel Museo nazionale preistorico etnografico “L. Pigorini” in Roma, 1968È tra i fondatori de la rivista l’UOMO, dipartimento di Etnologia de “La Sapienza”, 1970
Storia universale illustrata, le scoperte geografiche e le grandi civiltà precolombiane, Fratelli Fabbri Editori, 1970
Il catalogo della mostra su Arte dell’Oceania, Museo nazionale preistorico etnografico “L. Pigorini” in Roma, 1971
Fa parte del comitato organizzatore del Convegno internazionale degli americanisti, Roma-Genova 1972 - “Atti del 40º Congresso internazionale degli americanisti (Roma-Genova, 3-10 novembre 1972)”, Tilgher-Genova
Il volume Polinesia e Micronesia, Popoli nel mondo, Istituto Geografico de Agostini - Novara, 1980
HA CURATO
Le voci relative all’arte dei popoli primitivi, Grande Enciclopedia Istituto Geografico De Agostini - Novara, 1972
La sezione di Arte dell’America precolombiana, edizioni Kappa, testo elaborato nel corso del seminario omonimo, 1971-1972
Il volume Città sepolte, Origine e splendore delle civiltà antiche, vol. 8, Divisione grandi opere Armando Curcio Editore, 1986
La catalogazione dei reperti artistici e manufatti dell’Oceania del Museo nazionale preistorico etnografico “L. Pigorini” in Roma, 1977